# 2016年韓國劇集列表
《2016年韓國電視劇集列表》為2016年韓國各電視台所播出之電視劇。

## 電視台

### 無線電視
- KBS1
- KBS2
- MBC
- SBS

### 有線電視
- tvN
- OCN
- KBS Drama
- MBC Drama
- MBC every1
- Mnet
- SBS Plus
- O`live（朝鲜语：올'리브）
- E Channel（朝鲜语：E채널）
- DRAMAcube（朝鲜语：드라마큐브）

### 綜合編成
- JTBC
- MBN
- TV朝鮮

## 2016年冬季（1月至3月）
| 播放日期 播放時間(KST)                 | 逢 星 期 | 中文劇名 韓文劇名                    | 集 數 | 電 視 台            | 演員                 | 演員 | 官方 網頁                  | 平均收視率 （全國） | 平均收視率 （全國） |
| 播放日期 播放時間(KST)                 | 逢 星 期 | 中文劇名 韓文劇名                    | 集 數 | 電 視 台            | 主演                 | 其他演員 | 官方 網頁                  | TNmS                | AGB                 |
| -------------------------------------- | -------- | ------------------------------------ | ----- | ------------------- | -------------------- | --- | -------------------------- | ------------------- | ------------------- |
| 0上一季－0下一季 7時50分－8時30分      | 一至五   | 明天也勝利                           | 130   | MBC                 | 全昭旻               | 崔弼立、宋元根、劉浩琳、李智賢、吳美妍、李輝香 | 網頁（页面存档备份，存于） | 14.58%              | 12.79%              |
| 01月4日－0下一季 8時30分－9時10分      | 一至五   | 我女婿的女人                         | 120   | SBS                 | 徐河俊 楊真誠        | 朴順天、張勝祖、吉用祐、李商娥、黃英熙、李詩媛、李在銀、薛正煥、徐宇林、金河均、漢英、朴在民、張貞熙、朴成根、鄭京虎                                                                         | 網頁（页面存档备份，存于） | 12.32%              | 11.08%              |
| 0上一季－02月26日 9時00分－9時40分     | 一至五   | 星星閃爍                             | 128   | KBS2                | 高媛熙               | 李夏率、車道鎮、徐允兒、林湖、趙銀淑、金藝玲、黃金熙、金幼彬、尹朱尚 | 網頁（页面存档备份，存于） | 11.58%              | 11.03%              |
| 02月29日－0下一季 9時00分－9時40分     | 一至五   | 我心中的花雨                         | 134   | KBS2                | 羅海嶺               | 李昌旭、池恩誠、鄭怡娟、林彩媛、林志恩、高度英、朴亨俊、金度妍、李珠實、鄭秀仁 | 網頁（页面存档备份，存于） | 下一季              | 下一季              |
| 0上一季－0下一季 19時15分－19時55分    | 一至五   |                                      | 116   | MBC                 | 夏希羅 姜珉耿        | 孔明、卞貞秀、趙安、郭熙聖、姜泰伍、金宥美、金曙羅、吳美妍、金英蘭、鄭漢憲、李雅賢、安普賢、李賢旭、黃曉熙、李高恩                                                                           | 網頁（页面存档备份，存于） | 下一季              | 下一季              |
| 0上一季－0下一季 19時20分－20時00分    | 一至五   | 魔女之城                             | 122   | SBS                 | 崔貞媛               | 徐芝釋、李海仁、俞知仁、申東美、安信源、羅文姬、鄭漢溶、崔日和、金宣敬、金承煥、金旻熹、鄭旭、孫華玲、李瑟菲                                                                                 | 網頁（页面存档备份，存于） | 下一季              | 下一季              |
| 0上一季－01月29日 19時50分－20時30分   | 一至五   | 全都會好的                           | 102   | KBS2                | 崔允英 郭時陽        | 嚴賢璟、宋在熙、許正民、韓寶凜、姜信日、李京進、尹素貞、鄭承浩、李和映、趙美玲 | 網頁（页面存档备份，存于） | 14.74%              | 14.17%              |
| 02月1日－0下一季 19時50分－20時30分    | 一至五   | 天上的約定                           | 102   | KBS2                | 李幼梨               | 朴河娜、徐俊英、宋鍾鎬、尹福仁、曹惠善、韓佳琳、林賢成、李鍾原、金慧利、金度妍、尹朱尚、吳英實、姜奉勝                                                                                       | 網頁（页面存档备份，存于） | 下一季              | 下一季              |
| 0上一季－0下一季 20時25分－21時05分    | 一至五   | 我們家蜜罈子                         | 129   | KBS1                | 宋枝恩 李在濬        | 徐伊安、金民修、金容琳、崔明吉、李瑩河、金佑錫、柳惠利、崔秀琳、崔大哲、安善英、朱多英、呂訓民、柳妍美、金慶雄、李正浩、溫祖、崔賢、李慶英、李坎熙、成小允                                   | 網頁（页面存档备份，存于） | 下一季              | 下一季              |
| 0上一季－0下一季 20時55分－21時30分    | 一至五   | 美麗的你                             | 122   | MBC                 | 李昭娟 姜恩卓        | 徐道永、朴根瀅、潘曉靜、鄭愛利、文熙慶、韓基鐘、金奎善、呂義柱、孔明、李瑟雅、李詩媛 | 網頁（页面存档备份，存于） | 下一季              | 下一季              |
| 0上一季－01月5日 22時00分－23時15分    | 一二     | Oh My Venus                          | 16    | KBS2                | 蘇志燮 新慜娥        | 鄭糠雲、柳仁英、Henry、成勛、陳慶、趙恩智 | 網頁（页面存档备份，存于） | 7.17%               | 8.74%               |
| 01月11日－03月8日 22時00分－23時15分   | 一二     | 武林學校                             | 16    | KBS2                | 李玹雨 徐睿知        | 李弘彬、鄭幼珍、申鉉濬、簡美妍、申成宇、黃仁英、李文植、洪智敏 | 網頁（页面存档备份，存于） | 4.17%               | 3.53%               |
| 03月14日－03月22日 22時00分－23時15分  | 一二     | Baby Sitter                          | 4     | KBS2                | 趙如晶 金敏俊        | 申潤珠、李承俊、尹芮珠、金相浩、李原種、吉海妍、尹智敏 | 網頁（页面存档备份，存于） | 3.43%               | 3.23%               |
| 03月28日－0下一季 22時00分－23時15分   | 一二     | 鄰家律師趙德浩                       | 20    | KBS2                | 朴新陽 姜素拉        | 柳秀榮、朴帥眉、金桐俊、姜信日、朴相勉、黃錫晶、趙漢哲、鄭奎洙 | 網頁（页面存档备份，存于） | 下一季              | 下一季              |
| 0上一季－03月22日 22時00分－23時15分   | 一二     | 華麗的誘惑                           | 50    | MBC                 | 崔江姬 朱相昱        | 車藝蓮、鄭進永、金昌完、羅映姬、金浩鎮、金美京、尹海英、金範來、張英南、朴貞雅、趙軟祐、張元英、徐慶花、廉在旭、金正旭、韓素英、李彩恩、金亨奎、尹秀、李庭敏、申秀晶、金賽綸、南柱赫、金寶拉 | 網頁（页面存档备份，存于） | 9.06%               | 10.57%              |
| 03月28日－0下一季 22時00分－23時15分   | 一二     | Monster                              | 50    | MBC                 | 姜至奐 成宥利        | 朴基雄、金秀賢、朴英奎、李德華、鄭普碩、金甫娟、金惠恩、陳泰賢、趙寶兒、鄭雄仁、車光洙、宋景哲、李伊、高允                                                                                   | 網頁（页面存档备份，存于） | 下一季              | 下一季              |
| 0上一季－03月22日 22時00分－23時15分   | 一二     | 六龍飛天                             | 50    | SBS                 | 金明民 劉亞仁        | 申世景、卞耀漢、尹鈞相、千浩振、鄭柔美、崔鍾元、全國煥、安奭奐、趙英鎮、徐鉉哲、崔鐘煥、全盧民、徐宜淑、曹熙奉、孔昇延、徐東沅、李承洨、朴成勳、金姬貞、朴赫權、韓尚進                       | 網頁（页面存档备份，存于） | 11.62%              | 14.35%              |
| 03月28日－0下一季 22時00分－23時15分   | 一二     | 大撲                                 | 24    | SBS                 | 張根碩 呂珍九        | 林智妍、田光烈、崔民秀、尹珍序、池一株、顯祐 | 網頁                       | 下一季              | 下一季              |
| 01月4日－03月1日 23時00分－24時20分    | 一二     | 捕鼠器裡的奶酪                       | 16    | tvN                 | 朴海鎮 金高恩        | 徐康俊、李聖經、南柱赫、朴旻智、安吉強、尹福仁、孫秉昊、黃錫晶、金鎮根、金熙燦、尹芮珠、文智允、池允浩、金基邦、李宇東、高賢、吳熙俊、申柱煥、尹智媛、車珠英、金慧芝                         | 網頁（页面存档备份，存于） | 6.33%               | 5.96%               |
| 03月7日－0下一季 23時00分－24時20分    | 一二     | 吹笛子的男人                         | 16    | tvN                 | 申河均 劉俊相        | 趙胤熙、全國煥、柳承穆、趙在允 | 網頁（页面存档备份，存于） | 下一季              | 下一季              |
| 0上一季－02月22日 20時30分－21時20分   | 一       | 英雄們                               | 16    | QTV                 | 崔鍾訓               | 李伊利雅、朴斗植、金建浩、金序鎮、高那英 |                            | －                  | －                  |
| 0上一季－01月12日 20時50分－21時30分   | 二       | 想像貓                               | 8     | MBC every1          | 俞承豪 曹惠靜        | 朴哲民、李伊、金賢俊、崔泰煥、金民錫、沈敏、頌樂 | 網頁                       | －                  | －                  |
| 0上一季－02月18日 22時00分－23時15分   | 三四     | 生意之神－客主2015                   | 41    | KBS2                | 張赫 金玟廷          | 劉五性、韓彩雅、李德華、朴恩惠、金學哲、金圭哲、金日宇、金明樹、朴相勉、林湖、梁瀞疋、鄭泰祐、李達亨、林大浩、柳談、文佳煐                                                                   | 網頁                       | 8.07%               | 10.59%              |
| 02月24日－0下一季 22時00分－23時15分   | 三四     | 太陽的後裔                           | 16    | KBS2                | 宋仲基 宋慧喬        | 金智媛、晉久、溫流、趙太官、朴煥熙、李伊庚、全秀珍、趙在允、玄朱妮、李承俊、徐正妍、姜信日、朴恩英、趙宇麗                                                                                   | 網頁（页面存档备份，存于） | 下一季              | 下一季              |
| 0上一季－01月14日 22時00分－23時15分   | 三四     | 甜蜜殺氣的家族                       | 16    | MBC                 | 鄭俊鎬 文晶熙        | 鄭雄仁、裕善、金應洙、吳美妍、池秀媛、金炳春、徐賢哲、崔民哲、金大令、趙智煥、朴熙珍、趙達煥、金信、賈得熙、金權、孫可瑩、李旼赫、方珉雅、金志珉                                             | 網頁（页面存档备份，存于） | 5.65%               | 6.06%               |
| 01月20日－03月10日 22時00分－23時15分  | 三四     | 再一次 Happy Ending                  | 16    | MBC                 | 鄭敬淏 張娜拉        | 劉多仁、權律、劉寅娜、申賢彬、金太勳、徐寅永 | 網頁（页面存档备份，存于） | 5.41%               | 5.23%               |
| 03月16日－0下一季 22時00分－23時15分   | 三四     | Goodbye Mr. Black 굿바이 미스터 블랙 | 20    | MBC                 | 李陣郁 文彩元        | 、宋再臨、柳仁英 | 網頁（页面存档备份，存于） | 下一季              | 下一季              |
| 0上一季－02月18日 22時00分－23時15分   | 三四     | Remember－兒子的戰爭                 | 20    | SBS                 | 俞承豪 朴敏英        | 南宮珉、朴誠雄、田光烈、李原種、嚴孝燮、李施彥、鄭珠蓮、鄭仁基、朴賢淑、孟床訓 | 網頁（页面存档备份，存于） | 14.31%              | 15.00%              |
| 02月24日－0下一季 22時00分－23時15分   | 三四     | 回來吧大叔                           | 16    | SBS                 | 鄭智薰 吳漣序        | 金秀路、李珉廷、李荷妮、尹博、金仁權、羅美蘭、柳和榮 | 網頁（页面存档备份，存于） | 下一季              | 下一季              |
| 0上一季－01月7日 23時00分－24時00分    | 三       | 對我乾杯                             | 10    | O`live UMAX         | 尹珍序               | 李載允、裴盧麗、全憲太、金蘭輝 | 網頁                       | －                  | －                  |
| 01月1日 8時30分－9時10分               | 五       | Puck!                                | 2     | SBS                 | 李光洙               | 鄭海均、孫秀賢、郭東延、趙潤宇、李康民、薛正煥、趙勇勳、金真祐、金秉玉、李準赫、黃奎仁、李詩媛、徐漢傑、尹瑞賢、吉海娟、朴英樹、姜基英                                                       | 網頁（页面存档备份，存于） | 5.50%               | 6.25%               |
| 0上一季－01月16日 19時50分－21時40分   | 五六     | 請回答1988                           | 20    | tvN                 | 成東日 李一花        | 羅美蘭、金成均、崔茂成、金善映、劉在明、柳惠英、李惠利、高庚杓、柳俊烈、朴寶劍、安宰洪、李東輝、崔盛元                                                                                       | 網頁（页面存档备份，存于） | 11.78%              | 12.43%              |
| 01月22日－03月12日 20時30分－21時40分  | 五六     |                                      | 16    | tvN                 | 李帝勳 趙震雄 金惠秀 | 張鉉誠、鄭海均、金元海、鄭韓妃、李侑俊、金敏奎 | 網頁（页面存档备份，存于） | 8.69%               | 8.82%               |
| 03月18日－0下一季 20時30分－21時40分   | 五六     | 記憶                                 | 16    | tvN                 | 李聖旻               | 金志秀、朴真熙、李俊昊、尹邵熙 | 網頁（页面存档备份，存于） | 下一季              | 下一季              |
| 01月22日 －03月12日 20時30分－21時40分 | 五六     | Madame Antoine                       | 16    | JTBC                | 韓藝瑟 盛駿          | 鄭珍雲、黃勝妍、李柱亨、李善彬、金栽經、邊熙峰、張美姬 | 網頁                       | 0.54%               | 0.71%               |
| 03月18日 －0下一季 20時30分－21時40分  | 五六     | 玉氏南政基                           | 16    | JTBC                | 李枖原 尹相鉉        | 金善映、黃燦盛、劉在明、黃寶羅 | 網頁                       | 下一季              | 下一季              |
| 03月26日－0下一季 22時35分－23時45分   | 六       | Page Turner                          | 3     | KBS2                | 金所炫 金志洙 申載夏 | 金辰宇、芮智媛、黃英熙、金東希、吳光祿、林湖、安在模 | 網頁（页面存档备份，存于） | 下一季              | 下一季              |
| 03月5日－0下一季 24時40分－26時00分    | 六       | My Little Baby                       | 16    | MBC                 | 吳智昊 李水京        | 金旻載、南智賢、鄭秀英、高水熙 | 網頁（页面存档备份，存于） | 下一季              | 下一季              |
| 0上一季－02月14日 19時55分－21時15分   | 六日     | 拜託了，媽媽                         | 54    | KBS2                | 柳真 李尚禹          | 高斗心、吳閔碩、崔泰俊、金美淑、金甲洙、趙寶兒、孫汝恩 | 網頁（页面存档备份，存于） | 25.83%              | 27.51%              |
| 02月20日－0下一季 19時55分－21時15分   | 六日     | 五個孩子                             | 54    | KBS2                | 安在旭 蘇有珍        | 林秀香、沈宜英、沈亨倬、申惠善、張勇、成秉淑、崔政宇、權五重、王嬪娜、成勛 | 網頁（页面存档备份，存于） | 下一季              | 下一季              |
| 0上一季－02月21日 20時45分－21時55分   | 六日     | 媽媽                                 | 50    | MBC                 | 車和娟 朴英奎        | 張瑞希、金錫勛、洪洙賢、李太成、李文植、陳熙瓊、李世昌、尹美羅、崔用閔、金秉世、尹宥善、金藝玲、閔都凞、姜漢娜、崔藝瑟、羅宗燦、崔秀琳                                                       | 網頁（页面存档备份，存于） | 16.26%              | 17.76%              |
| 02月27日 －0下一季 20時45分－21時55分  | 六日     | 家和萬事成                           | 51    | MBC                 | 金素妍 李尚禹 李必模 | 尹真伊、朴敏雨、元美京、金永哲、尹多勳、池秀媛 | 網頁（页面存档备份，存于） | 下一季              | 下一季              |
| 02月13日－0下一季 20時45分－21時55分   | 六日     | 對，就是那樣                         | 54    | SBS                 | 徐智慧 趙漢善        | 尹素怡、南奎里、申素律、王智慧、丁海寅、李順載、姜富子、金海淑 | 網頁                       | 下一季              | 下一季              |
| 01月2日－03月26日 21時40分－22時30分   | 六日     | 蔣英實                               | 24    | KBS1                | 宋一國 金相慶        | 朴宣暎、李志勳、金永哲、鄭漢溶、孫炳昊、徐鉉哲 | 網頁（页面存档备份，存于） | 9.80%               | 11.55%              |
| 0上一季－02月28日 21時55分－23時15分   | 六日     | 我的女兒，琴四月                     | 51    | MBC                 | 錢忍和 白珍熙        | 朴元淑、朴相元、孫暢敏、都知嫄、金姬貞、安內相、尹福仁、尹賢旻、朴世榮、都想友、宋昰昀、崔大哲、李妍度、姜萊燕、金智怜、李泰友                                                               | 網頁（页面存档备份，存于） | 23.77%              | 26.11%              |
| 03月5日－0下一季 21時55分－23時15分    | 六日     | 結婚契約                             | 16    | MBC                 | 李瑞鎮 U-ie          | 金釉利、金光奎 | 網頁（页面存档备份，存于） | 下一季              | 下一季              |
| 0上一季－02月28日 22時00分－23時15分   | 六日     | 我有愛人了                           | 50    | SBS                 | 金賢珠 池珍熙        | 朴韓星、李奎翰、獨孤永宰、崔政宇、羅映姬、金青、孔炯軫、白智媛、張元英、李承亨、李尚勳、徐東沅                                                                                               | 網頁（页面存档备份，存于） | 4.80%               | 6.78%               |
| 03月5日－0下一季 21時55分－23時10分    | 六日     | Mrs. Cop 2                           | 20    | SBS                 | 金成鈴               | 金旻鍾、任瑟雍、孫淡妃、金汎 | 網頁（页面存档备份，存于） | 下一季              | 下一季              |
| 01月23日－03月20日 23時00分－24時00分  | 六日     | 鄰家英雄                             | 16    | OCN                 | 朴施厚 趙成夏 李洙赫 | 權俞利、尹泰榮、鄭滿植 | 網頁（页面存档备份，存于） | 1.03%               | 1.18%               |
| 0上一季－01月24日 23時00分－23時55分   | 日       | Riders：抓住明日                     | 12    | E Channel DRAMAcube | 金東昱 李清娥        | 崔汝珍、尹仲勳、崔珉、吉海娟、張浩日、鄭怡朗、李姬珍、美嵐、趙炳奎 | 網頁（页面存档备份，存于） | －                  | －                  |
| 03月27日－0下一季 23時00分－24時00分   | 六日     | 吸血鬼偵探                           | 12    | OCN                 | 李準 金允慧          | 吳正世、李清娥、李世榮 | 網頁（页面存档备份，存于） | 下一季              | 下一季              |

## 2016年春季（4月至6月）
| 播放日期 播放時間(KST)                | 逢 星 期 | 中文劇名 韓文劇名  | 集 數 | 電 視 台 | 演員                 | 演員 | 官方 網頁                  | 平均收視率 （全國） | 平均收視率 （全國） |
| 播放日期 播放時間(KST)                | 逢 星 期 | 中文劇名 韓文劇名  | 集 數 | 電 視 台 | 主演                 | 其他演員 | 官方 網頁                  | TNmS                | AGB                 |
| ------------------------------------- | -------- | ------------------ | ----- | -------- | -------------------- | --- | -------------------------- | ------------------- | ------------------- |
| 0上一季－04月29日 7時50分－8時30分    | 一至五   | 明天也勝利         | 130   | MBC      | 全昭旻               | 崔弼立、宋元根、劉浩琳、李智賢、吳美妍、李輝香 | 網頁（页面存档备份，存于） | 14.58%              | 12.79%              |
| 05月2日－0下一季 7時50分－8時30分     | 一至五   | 好人               | 122   | MBC      | 禹喜珍 玄宇成        | 姜成美、張宰昊、李孝春、鄭愛利、獨孤永宰、朴貞洙、南慶邑                                                                                                   | 網頁（页面存档备份，存于） | 下一季              | 下一季              |
| 0上一季－06月17日 8時30分－9時10分    | 一至五   | 我女婿的女人       | 120   | SBS      | 徐河俊 楊真誠        | 朴順天、張勝祖、吉用祐、徐宇林、李尙雅、薛正煥、李詩媛、李在銀、 金河均、黃英熙、朴在民、尹英兒、張貞熙、韓英、朴成根、鄭京虎                              | 網頁（页面存档备份，存于） | 12.32%              | 11.08%              |
| 06月20日－0下一季 8時30分－9時10分    | 一至五   | 愛情來了           | 122   | SBS      | 李勳 李敏英          | 高世元、金志映、沈恩珍、張東稷、朴根瀅、赤羽、孟世昌、李英幼、金英蘭、閔燦基、白寶藍                                                                       | 網頁（页面存档备份，存于） | 下一季              | 下一季              |
| 0上一季－0下一季 9時00分－9時40分     | 一至五   | 我心中的花雨       | 134   | KBS2     | 羅海嶺               | 李昌旭、池恩誠、鄭怡娟、林彩媛、林志恩、崔娜舞、高度英、朴亨俊、金度妍、李珠實、鄭秀仁                                                                     | 網頁（页面存档备份，存于） | 下一季              | 下一季              |
| 0上一季－05月20日 19時15分－19時55分  | 一至五   |                    | 116   | MBC      | 夏希羅 姜珉耿        | 鄭燦、卞貞秀、趙安、郭熙聖、姜泰伍、金宥美、金曙羅、吳美妍、金英蘭、鄭漢憲、李雅賢、安寶賢、李賢旭、黃曉熙、李高恩                                         | 網頁（页面存档备份，存于） | 9.68%               | 8.61%               |
| 05月23日－0下一季 19時15分－19時55分  | 一至五   | 重新開始           | 121   | MBC      | 朴旻智 金楨勳        | 高佑麗、朴善浩、姜信日、金惠鈺、鄭秀英、金昌淑、尹朱尚、全盧民、朴俊錦、尹仲勳                                                                             | 網頁（页面存档备份，存于） | 下一季              | 下一季              |
| 0上一季－06月10日 19時20分－20時00分  | 一至五   | 魔女之城           | 122   | SBS      | 崔貞媛               | 徐芝釋、李海仁、俞知仁、申東美、安信源、羅文姬、鄭漢溶、崔日和、金宣敬、金承煥、金旻熹、鄭旭、孫華玲、李瑟菲                                               | 網頁（页面存档备份，存于） | 9.63%               | 9.22%               |
| 06月13日－0下一季 19時20分－20時00分  | 一至五   | 你是禮物           | 111   | SBS      | 許怡才 沈志浩        | 車道鎮、陳藝瑟、崔代勳、崔明吉、宋在喜、尹宥善、林志恩、李炳俊、方銀姬、史美子、林采茂、金青、安內相、金秉世                                               | 網頁（页面存档备份，存于） | 下一季              | 下一季              |
| 0上一季－06月24日 19時50分－20時30分  | 一至五   | 天上的約定         | 102   | KBS2     | 李幼梨               | 朴河娜、徐俊英、宋鍾鎬、尹福仁、曹惠善、韓佳琳、林賢成、李鍾原、金慧利、金度妍、尹朱尚、吳英實、姜奉勝                                                     | 網頁（页面存档备份，存于） | 19.25%              | 17.57%              |
| 06月27日－0下一季 19時50分－20時30分  | 一至五   | 女人的秘密         | 104   | KBS2     | 蘇怡賢               | 吳閔碩、金允書、正憲、崔蘭、金曙羅、朴哲鎬、權偲儇、宋基胤、李英範、文熙景、邊陞美、孫章宇                                                                 | 網頁（页面存档备份，存于） | 下一季              | 下一季              |
| 0上一季－04月29日 20時25分－21時05分  | 一至五   | 我們家蜜罈子       | 129   | KBS1     | 宋枝恩 李在濬        | 徐伊安、金民修、金容琳、崔明吉、李瑩河、金佑錫、柳惠利、崔秀琳、崔大哲、安善英、朱多英、呂訓民、柳妍美、金慶雄、李正浩、溫祖、崔賢、李慶英、李坎熙、成小允 | 網頁（页面存档备份，存于） | 25.04%              | 24.81%              |
| 05月2日－0下一季 20時25分－21時05分   | 一至五   | 怪異家族           | 149   | KBS1     | 李詩雅 金鎮祐        | 吉恩惠、申智勳、徐有晶、鮮于在德、金京淑、朴妍秀、全美善、姜瑞俊、曺承希、李周炫、潘曉靜、金藝玲                                                           | 網頁（页面存档备份，存于） | 下一季              | 下一季              |
| 0上一季－05月6日 20時55分－21時30分   | 一至五   | 美麗的你           | 122   | MBC      | 李昭娟 姜恩卓        | 徐道永、朴根瀅、潘曉靜、鄭愛利、文熙景、韓基鐘、金奎善、呂義柱、孔明、李瑟雅、李詩媛                                                                       | 網頁（页面存档备份，存于） | 10.85%              | 11.58%              |
| 05月9日－0下一季 20時55分－21時30分   | 一至五   | 工作媽媽，育兒爸爸 | 120   | MBC      | 洪銀姬 朴建炯        | 吳靜娟、韓繼尚、李奎翰、申恩廷、孔正煥 | 網頁（页面存档备份，存于） | 下一季              | 下一季              |
| 0上一季－05月31日 22時00分－23時15分  | 一二     | 鄰家律師趙德浩     | 20    | KBS2     | 朴新陽 姜素拉        | 柳秀榮、朴帥眉、金桐俊、姜信日、朴相勉、黃錫晶、趙漢哲、鄭奎洙                                                                                             | 網頁（页面存档备份，存于） | 10.93%              | 12.88%              |
| 06月6日－06月14日 22時00分－23時15分  | 一二     | 白熙回來了         | 4     | KBS2     | 強藝元 金盛吳        | 陳智熙、崔弼立、印喬鎮、金賢淑、崔大哲 | 網頁（页面存档备份，存于） | 8.38%               | 9.70%               |
| 06月20日－0下一季 22時00分－23時15分  | 一二     | Beautiful Mind     | 14    | KBS2     | 張赫 樸素淡          | 尹賢旻、朴世榮、吳正世、柳承秀、李在龍、沈宜英、金亨奎、河在淑、張基勇、李詩媛、延濟旭                                                                     | 網頁（页面存档备份，存于） | 下一季              | 下一季              |
| 0上一季－0下一季 22時00分－23時15分   | 一二     | Monster            | 50    | MBC      | 姜至奐 成宥利        | 朴基雄、金秀賢、朴英奎、李德華、鄭普碩、金甫娟、金惠恩、陳泰賢、趙寶兒、鄭雄仁、車光洙、宋景哲、李伊、高允                                                 | 網頁（页面存档备份，存于） | 下一季              | 下一季              |
| 0上一季－06月14日 22時00分－23時15分  | 一二     | 大撲               | 24    | SBS      | 張根碩 呂珍九        | 林智妍、田光烈、崔民秀、尹珍序、池一株、顯祐 | 網頁                       | 8.38%               | 9.33%               |
| 06月20日－0下一季 22時00分－23時15分  | 一二     | Doctors            | 20    | SBS      | 朴信惠 金來沅        | 尹鈞相、李聖經、文知茵、金玟錫、張鉉誠、白成鉉、金康鉉、劉多仁、金姈愛、金志洙、鄭海均、尹海英、嚴孝燮、全國煥                                             | 網頁（页面存档备份，存于） | 下一季              | 下一季              |
| 0上一季－04月26日 23時00分－24時20分  | 一二     | 吹笛子的男人       | 16    | tvN      | 申河均 劉俊相        | 趙胤熙、全國煥、柳承穆、趙在允 | 網頁（页面存档备份，存于） | 1.96%               | 2.14%               |
| 05月2日－06月28日 23時00分－24時20分  | 一二     | 又，吳海英         | 18    | tvN      | 文晸赫 徐玄振        | 全慧彬、金知碩、芮智媛、李載允、許齡智 | 網頁（页面存档备份，存于） | 6.21%               | 6.88%               |
| 0上一季－04月14日 22時00分－23時15分  | 三四     | 太陽的後裔         | 16    | KBS2     | 宋仲基 宋慧喬        | 金智媛、晉久、溫流、趙太官、朴煥熙、李伊庚、全秀珍、趙在允、玄朱妮、李承俊、徐正妍、姜信日、朴恩英、趙宇麗                                                 | 網頁（页面存档备份，存于） | 26.27%              | 28.58%              |
| 04月27日－06月30日 22時00分－23時15分 | 三四     | Master－麵條之神   | 20    | KBS2     | 千正明 李相燁        | 鄭柔美、孔昇延、曹在顯、金宰榮、曹熙奉、李一花、崔鍾元、金炳基、禹賢                                                                                       | 網頁（页面存档备份，存于） | 6.70%               | 7.33%               |
| 0上一季－05月19日 22時00分－23時15分  | 三四     | Goodbye Mr. Black  | 20    | MBC      | 李陣郁 文彩元        | 、宋再臨、柳仁英 | 網頁（页面存档备份，存于） | 6.57%               | 6.52%               |
| 05月25日－0下一季 22時00分－23時15分  | 三四     | 好運羅曼史         | 16    | MBC      | 黃正音 柳俊烈        | 李洙赫、李清娥、鄭尚勳、權赫洙 | 網頁（页面存档备份，存于） | 下一季              | 下一季              |
| 0上一季－04月14日 22時00分－23時15分  | 三四     | 回來吧大叔         | 16    | SBS      | 鄭智薰 吳漣序        | 金秀路、李珉廷、李荷妮、尹博、金仁權、羅美蘭、柳和榮 | 網頁（页面存档备份，存于） | 4.77%               | 4.46%               |
| 04月20日－06月16日 22時00分－23時15分 | 三四     | 戲子               | 18    | SBS      | 池晟 惠利            | 姜敏赫、蔡貞安、鄭滿植、L.Joe | 網頁（页面存档备份，存于） | 6.41%               | 7.74%               |
| 06月22日－0下一季 22時00分－23時15分  | 三四     | Wanted             | 16    | SBS      | 金亞中 智鉉寓 嚴泰雄 | 全烋星、申載夏、李承俊、朴孝珠、朴海俊、金善映 | 網頁                       | 下一季              | 下一季              |
| 0上一季－05月7日 20時30分－21時40分   | 五六     | 記憶               | 16    | tvN      | 李聖旻               | 金志秀、朴真熙、李俊昊、尹邵熙 | 網頁（页面存档备份，存于） | 2.92%               | 2.46%               |
| 05月13日－0下一季 20時30分－21時40分  | 五六     | Dear My Friends    | 16    | tvN      | 高賢廷               | 朱鉉、金英玉、申久、尹汝貞、金惠子、羅文姬、朴元淑、高斗心、申成宇                                                                                         | 網頁（页面存档备份，存于） | 下一季              | 下一季              |
| 0上一季 －05月7日 20時30分－21時40分  | 五六     | 玉氏南政基         | 16    | JTBC     | 李枖原 尹相鉉        | 金善映、黃燦盛、劉在明、黃寶羅 | 網頁                       | 2.24%               | 2.48%               |
| 05月13日 －0下一季 20時30分－21時40分 | 五六     | 魔女寶鑑           | 20    | JTBC     | 尹施允 金賽綸        | 廉晶雅、郭時暘、李成宰、趙達煥、崔盛元、張熙軫、文佳煐、李知勳、李伊庚、尹福仁、金姈愛                                                                     | 網頁                       | 下一季              | 下一季              |
| 06月17日－0下一季 23時00分－24時00分  | 五六     | 38師機動隊         | 16    | OCN      | 徐仁國 崔秀榮 馬東錫 | 趙宇振、宋鈺宿、鄭仁基、權泰元、李善彬、高圭弼、金炳春、金珠麗、李學周                                                                                     | 網頁（页面存档备份，存于） | 下一季              | 下一季              |
| 0上一季－04月9日 22時35分－23時45分   | 六       | Page Turner        | 3     | KBS2     | 金所炫 金志洙 申載夏 | 金辰宇、芮智媛、黃英熙、金東希、吳光祿、林湖、安在模 | 網頁（页面存档备份，存于） | 3.63%               | 4.03%               |
| 0上一季－04月23日 24時40分－26時00分  | 六       | My Little Baby     | 16    | MBC      | 吳智昊 李水京        | 金旻載、南智賢、鄭秀英、高水熙 | 網頁（页面存档备份，存于） | 2.22%               | 1.73%               |
| 0上一季－0下一季 19時55分－21時15分   | 六日     | 五個孩子           | 54    | KBS2     | 安在旭 蘇有珍        | 林秀香、沈宜英、沈亨倬、申惠善、張勇、成秉淑、崔政宇、權五重、王嬪娜、成勛                                                                                 | 網頁（页面存档备份，存于） | 下一季              | 下一季              |
| 0上一季 －0下一季 20時45分－21時55分  | 六日     | 家和萬事成         | 51    | MBC      | 金素妍 李尚禹 李必模 | 尹真伊、朴敏雨、元美京、金永哲、尹多勳、池秀媛 | 網頁（页面存档备份，存于） | 下一季              | 下一季              |
| 0上一季－0下一季 20時45分－21時55分   | 六日     | 對，就是那樣       | 54    | SBS      | 徐智慧 趙漢善        | 尹素怡、南奎里、申素律、王智慧、丁海寅、李順載、姜富子、金海淑                                                                                             | 網頁                       | 下一季              | 下一季              |
| 0上一季－04月24日 21時55分－23時15分  | 六日     | 結婚契約           | 16    | MBC      | 李瑞鎮 U-ie          | 金釉利、金光奎 | 網頁（页面存档备份，存于） | 17.74%              | 19.58%              |
| 04月30日－0下一季 21時55分－23時15分  | 六日     | 獄中花             | 51    | MBC      | 陳世娫 高洙          | 金美淑、田光烈、鄭俊鎬、朴珠美、崔泰俊、金秀妍、尹周熙 | 網頁（页面存档备份，存于） | 下一季              | 下一季              |
| 0上一季－05月8日 21時55分－23時10分   | 六日     | Mrs. Cop 2         | 20    | SBS      | 金成鈴               | 金旻鍾、任瑟雍、孫淡妃、金汎、張鉉誠、崔鎮鎬、尹朱尚 | 網頁（页面存档备份，存于） | 8.22%               | 8.97%               |
| 05月14日－0下一季 21時55分－23時10分  | 六日     | 美女孔心           | 20    | SBS      | 南宮珉 珉雅          | 溫朱莞、徐孝琳、禹賢、吳賢慶、金秉玉、李原種 | 網頁（页面存档备份，存于） | 下一季              | 下一季              |
| 0上一季－06月12日 23時00分－24時00分  | 日       | 吸血鬼偵探         | 12    | OCN      | 李準 金允慧          | 吳正世、李清娥、李世榮 | 網頁（页面存档备份，存于） |                     | 0.93%               |

## 2016年夏季（7月至9月）
| 播放日期 播放時間(KST)                 | 逢 星 期 | 中文劇名 韓文劇名       | 集 數 | 電 視 台 | 演員                                   | 演員 | 官方 網頁                  | 平均收視率 （全國） | 平均收視率 （全國） |
| 播放日期 播放時間(KST)                 | 逢 星 期 | 中文劇名 韓文劇名       | 集 數 | 電 視 台 | 主演                                   | 其他演員 | 官方 網頁                  | TNmS                | AGB                 |
| -------------------------------------- | -------- | ----------------------- | ----- | -------- | -------------------------------------- | --- | -------------------------- | ------------------- | ------------------- |
| 0上一季－0下一季 7時50分－8時30分      | 一至五   | 好人                    | 122   | MBC      | 禹喜珍 玄宇成                          | 姜成美、張宰昊、李孝春、鄭愛利、獨孤永宰、朴貞洙、南慶邑                                                       | 網頁（页面存档备份，存于） | 下一季              | 下一季              |
| 0上一季－0下一季 8時30分－9時10分      | 一至五   | 愛情來了                | 122   | SBS      | 李勳 李敏英                            | 高世元、金志映、沈恩珍、張東稷、朴根瀅、赤羽、孟世昌、李英幼、金英蘭、閔燦基、白寶藍                           | 網頁（页面存档备份，存于） | 下一季              | 下一季              |
| 0上一季－09月6日 9時00分－9時40分      | 一至五   | 我心中的花雨            | 128   | KBS2     | 羅海嶺                                 | 李昌旭、池恩誠、鄭怡娟、林彩媛、林志恩、崔娜舞、高度英、朴亨俊、金度妍、李珠實、鄭秀仁                         | 網頁（页面存档备份，存于） | 11.44%              | 10.24%              |
| 09月7日－0下一季 9時00分－9時40分      | 一至五   | 在天空中的太陽          | 120   | KBS2     | 尹兒貞                                 | 盧英學、李珉宇、金惠智、吳承允、韓佳琳、李一玟、韓智安、潘敏靜                                                 | 網頁                       | 下一季              | 下一季              |
| 0上一季－0下一季 19時15分－19時55分    | 一至五   | 重新開始                | 121   | MBC      | 朴旻智 金楨勳                          | 高佑麗、朴善浩、姜信日、金惠鈺、鄭秀英、金昌淑、尹朱尚、全盧民、朴俊琴、尹仲勳                                 | 網頁（页面存档备份，存于） | 下一季              | 下一季              |
| 0上一季－0下一季 19時20分－20時00分    | 一至五   | 你是禮物                | 111   | SBS      | 許怡才 沈志浩                          | 車道鎮、陳藝瑟、崔代勳、崔明吉、宋在喜、尹宥善、林志恩、李炳俊、方銀姬、史美子、林采茂、金青、安內相、金秉世   | 網頁（页面存档备份，存于） | 下一季              | 下一季              |
| 0上一季－0下一季 19時50分－20時30分    | 一至五   | 女人的秘密              | 104   | KBS2     | 蘇怡賢                                 | 吳閔碩、金允書、正憲、崔蘭、金曙羅、朴哲鎬、權偲儇、宋基胤、李英範、文熙慶、邊陞美、孫章宇                     | 網頁（页面存档备份，存于） | 下一季              | 下一季              |
| 0上一季－0下一季 20時25分－21時05分    | 一至五   | 怪異家族                | 149   | KBS1     | 李詩雅 金鎮祐                          | 吉恩惠、申智勳、徐有晶、鮮于在德、金京淑、朴妍秀、全美善、姜瑞俊、曺承希、李周炫、潘曉靜、金藝玲               | 網頁（页面存档备份，存于） | 下一季              | 下一季              |
| 0上一季－0下一季 20時55分－21時30分    | 一至五   | 工作媽媽，育兒爸爸      | 120   | MBC      | 洪銀姬 朴建炯                          | 吳靜娟、韓繼尚、李奎翰、申恩廷、孔正煥                                                                         | 網頁（页面存档备份，存于） | 下一季              | 下一季              |
| 0上一季－08月2日 22時00分－23時15分    | 一二     | Beautiful Mind          | 14    | KBS2     | 張赫 樸素淡                            | 尹賢旻、朴世榮、吳正世、柳承秀、李在龍、沈宜英、金亨奎、河在淑、張基勇、李詩媛、延濟旭                         | 網頁（页面存档备份，存于） | 3.73%               | 3.91%               |
| 08月22日－0下一季 22時00分－23時15分   | 一二     | 雲畫的月光              | 18    | KBS2     | 朴寶劍 金裕貞                          | 鄭振永、蔡秀彬、郭東延、鄭慧星、金承洙、張光、千浩振、李準赫、千虎珍                                           | 網頁（页面存档备份，存于） | 下一季              | 下一季              |
| 0上一季－09月20日 22時00分－23時15分   | 一二     | Monster                 | 50    | MBC      | 姜至奐 成宥利                          | 朴基雄、金秀賢、朴英奎、李德華、鄭普碩、金甫娟、金惠恩、陳泰賢、趙寶兒、鄭雄仁、車光洙、宋景哲、李伊、高允     | 網頁（页面存档备份，存于） | 9.48%               | 9.73%               |
| 09月26日－0下一季 22時00分－23時15分   | 一二     | 拖旅行箱的女人          | 16    | MBC      | 崔智友 朱鎮模                          | 李準、全慧彬、張鉉誠、朴秉恩、閔成旭、金炳春、陳慶、尹智敏、裴盧麗、林智賢、宋秀賢                             | 網頁（页面存档备份，存于） | 下一季              | 下一季              |
| 0上一季－08月23日 22時00分－23時15分   | 一二     | Doctors                 | 20    | SBS      | 朴信惠 金來沅                          | 尹均相、張鉉誠、李聖經、白成鉉、金玟錫、金康鉉、劉多仁、金姈愛、金志洙、鄭海均、文知茵、尹海英、嚴孝燮、全國煥 | 網頁（页面存档备份，存于） | 16.69%              | 18.41%              |
| 08月29日－0下一季 22時00分－23時15分   | 一二     | 月之戀人－步步驚心：麗  | 20    | SBS      | 李準基 IU                              | 姜河那、洪宗玄、伯賢、徐玄、金志洙、成東日、秦基周                                                             | 網頁（页面存档备份，存于） | 下一季              | 下一季              |
| 07月11日－08月30日 23時00分－24時20分  | 一二     | 打架吧鬼神 싸우자귀신아 | 16    | tvN      | 玉澤演 金所炫                          | 權律、金相浩、李大衛、姜其永                                                                                   | 網頁（页面存档备份，存于） | 3.80%               | 3.39%               |
| 09月5日－0下一季 23時00分－24時20分    | 一二     | 獨酒男女                | 16    | tvN      | 河錫辰 朴河宣                          | 孔明、Key、黃雨瑟惠、閔鎮雄、金元海                                                                            | 網頁（页面存档备份，存于） | 下一季              | 下一季              |
| 07月6日－09月8日 22時00分－23時15分    | 三四     | 任意依戀                | 20    | KBS2     | 金宇彬 裴秀智                          | 林周煥、林珠銀、劉五性、 陳慶                                                                                  | 網頁（页面存档备份，存于） | 8.21%               | 9.41%               |
| 09月21日－0下一季 22時00分－23時15分   | 三四     | 通往機場的路            | 16    | KBS2     | 李相侖 金荷娜                          | 張熙軫、崔汝珍、申成祿、孫鐘鶴、崔松賢、河在淑、金歡喜                                                         | 網頁（页面存档备份，存于） | 下一季              | 下一季              |
| 0上一季－07月14日 22時00分－23時15分   | 三四     | 好運羅曼史              | 16    | MBC      | 黃正音 柳俊烈                          | 李洙赫、李清娥、鄭尚勳、權赫洙                                                                                 | 網頁（页面存档备份，存于） | 7.78%               | 8.16%               |
| 07月20日－09月14日 22時00分－23時15分  | 三四     | W                       | 16    | MBC      | 李鍾碩 韓孝周                          | 李泰煥、鄭幼珍、朴元相、車光洙、李施彥、姜其永、金義聖、許正道、李世朗、柳惠琳、南琪愛                         | 網頁（页面存档备份，存于） | 12.87%              | 11.63%              |
| 09月21日－0下一季 22時00分－23時15分   | 三四     | 購物王路易              | 16    | MBC      | 徐仁國 南志鉉                          | 尹相鉉、林世美、金英玉、吳代煥、嚴孝燮、姜志燮、柳義賢、黃英熙、金圭哲、尹宥善、金甫娟、南明烈                 | 網頁（页面存档备份，存于） | 下一季              | 下一季              |
| 0上一季－08月18日 22時00分－23時15分   | 三四     | Wanted                  | 16    | SBS      | 金亞中 智鉉寓 嚴泰雄                   | 全烋星、申載夏、李承俊、朴孝珠、朴海俊、金善映                                                                 | 網頁                       | 6.33%               | 6.37%               |
| 08月24日－0下一季 22時00分－23時15分   | 三四     | 嫉妒的化身              | 24    | SBS      | 曹政奭 孔曉振                          | 高庚杓、徐智慧、李成宰、李美淑、徐宥利、吳光碩、朴智英                                                         | 網頁（页面存档备份，存于） | 下一季              | 下一季              |
| 0上一季－07月2日 20時30分－21時40分    | 五六     | Dear My Friends         | 16    | tvN      | 高賢廷                                 | 朱鉉、金英玉、申久、尹汝貞、金惠子、羅文姬、朴元淑、高斗心、申成宇                                             | 網頁（页面存档备份，存于） | 4.35%               | 5.06%               |
| 07月8日－08月27日 20時30分－21時40分   | 五六     | 法妻當自強              | 16    | tvN      | 全道嬿                                 | 劉智泰、尹啟相、李源根、金瑞亨、Nana、金太祐                                                                   | 網頁（页面存档备份，存于） | 3.99%               | 4.66%               |
| 09月23日－0下一季 20時30分－21時40分   | 五六     | THE K2                  | 16    | tvN      | 池昌旭 宋玧妸                          | 潤娥、趙成夏、金甲洙、李廷鎮、孫太英、申東美                                                                   | 網頁（页面存档备份，存于） | 下一季              | 下一季              |
| 0上一季 －07月16日 20時30分－21時40分  | 五六     | 魔女寶鑑                | 20    | JTBC     | 尹施允 金賽綸                          | 廉晶雅、郭時暘、李成宰、趙達煥、崔盛元、張熙軫、文佳煐、李知勳、李伊庚、尹福仁、金姈愛                         | 網頁                       | 1.99%               | 2.34%               |
| 07月22日 －08月27日 20時30分－21時40分 | 五六     | 青春時代                | 12    | JTBC     | 韓藝里、韓昇延、朴恩玭、柳和榮、朴慧秀 | 韓藝里、韓昇延、朴恩玭、柳和榮、朴慧秀                                                                         | 網頁                       | 1.61%               | 1.33%               |
| 09月2日 －0下一季 20時30分－21時40分   | 五六     | Fantastic               | 16    | JTBC     | 朱相昱 金賢珠                          | 朴時妍、金太勳、趙在允、金志洙                                                                                 | 網頁                       | 下一季              | 下一季              |
| 0上一季－08月6日 23時00分－24時20分    | 五六     | 38師機動隊              | 16    | OCN      | 徐仁國 崔秀榮 馬東錫                   | 趙宇振、宋鈺宿、鄭仁基、權泰元、李善彬、高圭弼、金炳春、金珠麗、李學周                                         | 網頁（页面存档备份，存于） | 3.36%               | 3.34%               |
| 08月12日－0下一季 23時15分－24時35分   | 五六     | 灰姑娘與四騎士          | 16    | tvN      | 樸素淡 丁一宇                          | 安宰賢、李正信、崔珉、孫娜恩                                                                                   | 網頁（页面存档备份，存于） | 下一季              | 下一季              |
| 0上一季－08月21日 19時55分－21時15分   | 六日     | 五個孩子                | 54    | KBS2     | 安在旭 蘇有珍                          | 林秀香、沈宜英、沈亨倬、申惠善、張勇、成秉淑、崔政宇、權五重、王嬪娜、成勛                                     | 網頁（页面存档备份，存于） | 26.93%              | 27.16%              |
| 08月27日－0下一季 19時55分－21時15分   | 六日     | 月桂樹西裝店的紳士們    | 50    | KBS2     | 李東健 趙胤熙                          | 申久、車仁杓、崔元英、顯祐、金姈愛、吳賢慶、鄭慧星、羅美蘭、朴英奎、鄭惠先、朴俊錦、池承炫、具在伊             | 網頁（页面存档备份，存于） | 下一季              | 下一季              |
| 0上一季 －08月21日 20時45分－21時55分  | 六日     | 家和萬事成              | 51    | MBC      | 金素妍 李尚禹 李必模                   | 尹真伊、朴敏雨、元美京、金永哲、尹多勳、池秀媛                                                                 | 網頁（页面存档备份，存于） | 15.39%              | 15.82%              |
| 08月27日 －0下一季 20時45分－21時55分  | 六日     | 吹吧，美風啊            | 50    | MBC      | 孫浩俊 林智妍                          | 韓周完、林秀香、琴寶羅、潘曉靜、邊熙峰、金姬貞、李對淵、李一花、金英玉                                         | 網頁（页面存档备份，存于） | 下一季              | 下一季              |
| 0上一季－08月21日 20時45分－21時55分   | 六日     | 對，就是那樣            | 54    | SBS      | 徐智慧 趙漢善                          | 尹素怡、南奎里、申素律、王智慧、丁海寅、李順載、姜富子、金海淑                                                 | 網頁                       | 7.15%               | 8.76%               |
| 08月27日－0下一季 20時45分－21時55分   | 六日     | 我們的甲順              | 60    | SBS      | 宋再臨 金昭誾                          | 裕善、李莞、金奎吏、文成浩、張勇、高斗心、李美英、李甫姬、全國煥、金慧渲、崔大哲                               | 網頁（页面存档备份，存于） | 下一季              | 下一季              |
| 0上一季－0下一季 21時55分－23時15分    | 六日     | 獄中花                  | 51    | MBC      | 陳世娫 高洙                            | 金美淑、田光烈、鄭俊鎬、朴珠美、崔泰俊、金秀妍、尹周熙                                                         | 網頁（页面存档备份，存于） | 下一季              | 下一季              |
| 0上一季－07月17日 21時55分－23時10分   | 六日     | 美女孔心                | 20    | SBS      | 南宮珉 珉雅                            | 溫朱莞、徐孝琳、禹賢、吳賢慶、金秉玉、金日宇、鄭惠先、鄭惠先、鮮于龍女                                         | 網頁（页面存档备份，存于） | 10.26%              | 12.34%              |
| 07月30日－0下一季 21時55分－23時10分   | 六日     | 倒數第二次戀愛          | 20    | SBS      | 金喜愛 池珍熙                          | 金瑟琪、郭時暘、李秀敏、李亨哲、李史蒂芬妮                                                                     | 網頁（页面存档备份，存于） | 下一季              | 下一季              |

## 2016年秋季（10月至12月）
| 播放日期 播放時間(KST)                                  | 逢 星 期 | 中文劇名 韓文劇名                     | 集 數 | 電 視 台 | 演員                                   | 演員 | 官方 網頁                                   | 平均收視率 （全國） | 平均收視率 （全國） |
| 播放日期 播放時間(KST)                                  | 逢 星 期 | 中文劇名 韓文劇名                     | 集 數 | 電 視 台 | 主演                                   | 其他演員 | 官方 網頁                                   | TNmS                | AGB                 |
| ------------------------------------------------------- | -------- | ------------------------------------- | ----- | -------- | -------------------------------------- | --- | ------------------------------------------- | ------------------- | ------------------- |
| 0上一季－010月28日 7時50分－8時30分                     | 一至五   | 好人                                  | 122   | MBC      | 禹喜珍 玄宇成                          | 姜成美、張宰昊、李孝春、鄭愛利、獨孤永宰、朴貞洙、南慶邑                                                                             | 網頁（页面存档备份，存于）                  | 12.08%              | 10.93%              |
| 010月31日－0下一季 7時50分－8時30分                     | 一至五   | 春日常在                              | 120   | MBC      | 姜星 權賢尚                            | 金昭惠、丹宇、盧幸荷、朴貞昱、金智香、李海俊、李侑珠、金亨鍾、崔秀琳、鮮在德、李尚雅、崔尚勳、張熙秀、金誠謙、吳美妍、李正吉         | 網頁（页面存档备份，存于）                  | 下一季              | 下一季              |
| 0上一季－012月16日 8時30分－9時10分                     | 一至五   | 愛情來了                              | 122   | SBS      | 李勳 李敏英                            | 高世元、金志映、沈恩珍、張東稷、朴根瀅、赤羽、孟世昌、李英惟、金英蘭、閔燦基、白寶藍                                                 | 網頁（页面存档备份，存于）                  | 13.13%              | 11.74%              |
| 012月19日－0下一季 8時30分－9時10分                     | 一至五   | I am Sorry 姜南九                     | 120   | SBS      | 朴宣浩 金旼序                          | 李仁、娜亞、李應敬、李承亨、許英蘭、車和娟、李昌勳                                                                                   | 網頁（页面存档备份，存于）                  | 下一季              | 下一季              |
| 0上一季－0下一季 9時00分－9時40分                       | 一至五   | 在天空中的太陽                        | 120+  | KBS2     | 尹兒貞                                 | 盧英學、李珉宇、金惠智、吳承允、韓佳琳、李一玟、韓智安、潘敏靜                                                                       | 網頁                                        | 下一季              | 下一季              |
| 0上一季－011月18日 19時15分－19時55分                   | 一至五   | 重新開始                              | 121   | MBC      | 朴旻智 金楨勳                          | 高佑麗、朴善浩、姜信日、金惠鈺、鄭秀英、金昌淑、尹朱尚、全盧民、朴俊琴、尹仲勳                                                       | 網頁（页面存档备份，存于）                  | 8.54%               | 7.68%               |
| 011月21日－0下一季 19時15分－19時55分                   | 一至五   | 給予幸福的人                          | 120+  | MBC      | 李允智 孫承源                          | 李夏律、河戀姝、徐允兒、金美京、賈得熙、李昭正、金昌完、蘇熙靜 、宋鈺宿、李鎮成、安載民                                              | 網頁（页面存档备份，存于）                  | 下一季              | 下一季              |
| 0上一季－011月24日 19時20分－20時00分                   | 一至五   | 你是禮物                              | 111   | SBS      | 許怡才 沈志浩                          | 車道鎮、陳藝瑟、崔代勳、崔明吉、宋在喜、尹宥善、林志恩、李炳俊、方銀姬、史美子、林采茂、金青、安內相、金秉世                         | 網頁（页面存档备份，存于）                  | 7.58%               | 7.59%               |
| 011月28日－0下一季 19時20分－20時00分                   | 一至五   | 一滴一滴的愛                          | 120   | SBS      | 王智慧 姜恩卓                          | 孔賢珠、金民修、姜東浩、吉用祐、鄭燦、金慧利、金藝玲、金允慶、李惠淑、鮮于銀淑                                                       | 網頁（页面存档备份，存于）                  | 下一季              | 下一季              |
| 0上一季－011月25日 19時50分－20時30分                   | 一至五   | 女人的秘密                            | 104   | KBS2     | 蘇怡賢                                 | 吳閔碩、金允書、正憲、崔蘭、金曙羅、朴哲鎬、權偲儇、宋基胤、李英範、文熙慶、邊陞美、孫章宇                                           | 網頁（页面存档备份，存于）                  | 19.48%              | 17.32%              |
| 011月28日－0下一季 19時50分－20時30分                   | 一至五   | 再次，初戀                            | 100+  | KBS2     | 明世彬                                 | 金承洙、王嬪娜、朴正哲、李德姬、鄭漢溶、趙銀淑、徐怡淑、鄭愛妍、姜南吉                                                               | 網頁（页面存档备份，存于）                  | 下一季              | 下一季              |
| 0上一季－011月25日 20時25分－21時05分                   | 一至五   | 怪異家族                              | 149   | KBS1     | 李詩雅 金鎮祐                          | 吉恩惠、申智勳、徐有晶、鮮于在德、金京淑、朴妍秀、全美善、姜瑞俊、曺承希、李周炫、潘曉靜、金藝玲                                     | 網頁（页面存档备份，存于）                  | 23.59%              | 22.41%              |
| 011月28日－0下一季 20時25分－21時05分                   | 一至五   | 閃耀的恩秀                            | 120   | KBS1     | 李令恩 金桐俊                          | 朴荷娜、崔正元、黃東柱、李基燦、裴瑟琪                                                                                               | 網頁（页面存档备份，存于）                  | 下一季              | 下一季              |
| 0上一季－011月11日 20時55分－21時30分                   | 一至五   | 工作媽媽，育兒爸爸                    | 120   | MBC      | 洪銀姬 朴建炯                          | 吳靜娟、韓繼尚、李奎翰、申恩廷、孔正煥                                                                                               | 網頁（页面存档备份，存于）                  | 9.46%               | 9.21%               |
| 011月14日－0下一季 20時55分－21時30分                   | 一至五   | 黃金口袋                              | 120+  | MBC      | 真理翰 柳孝榮 李善鎬                   | 安內相、吳英實、喜悅Dana、白書怡、車光洙、池秀媛、羅鐘贊、孫承優、柳惠利、李勇株、李時勳                                             | 網頁（页面存档备份，存于）                  | 下一季              | 下一季              |
| 0上一季－010月18日 22時00分－23時15分                   | 一二     | 雲畫的月光                            | 18    | KBS2     | 朴寶劍 金裕貞                          | 鄭振永、蔡秀彬、郭東延、鄭慧星、金承洙、張光、千浩振、李準赫、千虎珍                                                                 | 網頁（页面存档备份，存于）                  | 16.92%              | 18.29%              |
| 010月24日－012月13日 22時00分－23時15分                 | 一二     | 住在我家的男人                        | 16    | KBS2     | 秀愛 金英光                            | 趙寶兒、李洙赫、金智勳、金美淑、鄭景順、金河均、朴相勉、池允浩、申世輝、禹棹奐、李康敏、鄭旨桓、全世賢                               | 網頁（页面存档备份，存于）                  | 5.00%               | 5.56%               |
| 012月19日－0下一季 22時00分－23時15分                   | 一二     | 花郎                                  | 20    | KBS2     | 朴敘俊 朴炯植 高雅羅                   | 崔珉豪、都枝寒、金泰亨、趙潤宇、金志秀、陳柱亨、崔元英、李多寅、金昌完、OOON、金光奎、劉在明、成東日、金炫俊、徐睿知、金元海、全世賢 | 網頁Archive.today的存檔，存档日期2016-11-01 | 下一季              | 下一季              |
| 0上一季－011月15日 22時00分－23時15分                   | 一二     | 拖旅行箱的女人                        | 16    | MBC      | 崔智友 朱鎮模                          | 李準、全慧彬、張鉉誠、朴秉恩、閔成旭、金炳春、陳慶、尹智敏、裴盧麗、林智賢、宋秀賢                                                   | 網頁（页面存档备份，存于）                  | 7.25%               | 8.39%               |
| 011月21日－0下一季 22時00分－23時15分                   | 一二     | 不夜城                                | 20    | MBC      | 晉久 李枖原                            | U-ie、丁海寅、李浩靜、全國煥、鄭漢溶、李在勇                                                                                         | 網頁（页面存档备份，存于）                  | 下一季              | 下一季              |
| 0上一季－011月1日 22時00分－23時15分                    | 一二     | 月之戀人－步步驚心：麗                | 20    | SBS      | 李準基 IU                              | 姜河那、洪宗玄、伯賢、徐玄、金志洙、成東日、秦基周                                                                                   | 網頁（页面存档备份，存于）                  | 7.32%               | 7.59%               |
| 011月7日－0下一季 22時00分－23時15分                    | 一二     | 浪漫醫生金師傅                        | 20    | SBS      | 韓石圭 柳演錫 徐玄振                   | 林元熙、陳慶、邊宇民、朱鉉、尹那武、徐恩秀、崔鎮鎬、金旻載、金洪發、金正英、張赫鎮、太仁鎬                                           | 網頁                                        | 下一季              | 下一季              |
| 0上一季－010月25日 23時00分－24時20分                   | 一二     | 獨酒男女                              | 16    | tvN      | 河錫辰 朴河宣                          | 孔明、Key、黃雨瑟惠、閔鎮雄、金元海                                                                                                  | 網頁（页面存档备份，存于）                  | 4.03%               | 3.56%               |
| 010月31日－0下一季 23時00分－24時20分                   | 一二     | 沒禮貌的英愛小姐15 막돼먹은 영애씨 15 | 20    | tvN      | 金賢淑                                 | 金正荷、宋民亨、鄭多惠、高世元、尹瑞賢、李承俊、羅美蘭                                                                               | 網頁（页面存档备份，存于）                  | 下一季              | 下一季              |
| 0上一季－011月10日 22時00分－23時15分                   | 三四     | 通往機場的路                          | 16    | KBS2     | 李相侖 金荷娜                          | 張熙軫、崔汝珍、申成祿、孫鐘鶴、崔松賢、河在淑、金歡喜                                                                               | 網頁（页面存档备份，存于）                  | 7.01%               | 8.36%               |
| 011月16日－0下一季 22時00分－23時15分                   | 三四     | Oh My 金雨                            | 16    | KBS2     | 朴真熙 吳智昊                          | 吳允兒、許廷恩、李志勳、徐鉉哲 、尹美英、李仁惠、姜聲振、金道賢、金俊裴、姜智宇、朴民洙                                              | 網頁（页面存档备份，存于）                  | 下一季              | 下一季              |
| 0上一季－011月10日 22時00分－23時15分                   | 三四     | 購物王路易                            | 16    | MBC      | 徐仁國 南志鉉                          | 尹相鉉、林世美、金英玉、吳代煥、嚴孝燮、姜志燮、柳義賢、黃英熙、金圭哲、尹宥善、金甫娟、南明烈                                       | 網頁（页面存档备份，存于）                  | 9.46%               | 9.06%               |
| 011月16日－0下一季 22時00分－23時15分                   | 三四     | 舉重妖精金福珠                        | 16    | MBC      | 李聖經 南柱赫                          | 景收真、李載允、池一株、金宰鉉、安吉強、劉多仁、張英南                                                                               | 網頁（页面存档备份，存于）                  | 下一季              | 下一季              |
| 0上一季－011月10日 22時00分－23時15分                   | 三四     | 嫉妒的化身                            | 24    | SBS      | 曹政奭 孔曉振                          | 高庚杓、徐智慧、李成宰、李美淑、徐宥利、吳光碩、朴智英                                                                               | 網頁（页面存档备份，存于）                  | 9.41%               | 10.51%              |
| 011月16日－0下一季 22時00分－23時15分                   | 三四     | 藍色海洋的傳說                        | 20    | SBS      | 李敏鎬 全智賢                          | 李熙俊、申惠善、李知勳、申原昊、成東日、文素利、羅映姬、黃薪惠、崔政宇、朴海秀                                                       | 網頁（页面存档备份，存于）                  | 下一季              | 下一季              |
| 0上一季－011月12日 20時00分－21時10分                   | 五六     | THE K2                                | 16    | tvN      | 池昌旭 宋玧妸                          | 潤娥、趙成夏、金甲洙、李廷鎮、孫太英、申東美                                                                                         | 網頁（页面存档备份，存于）                  | 5.14%               | 4.86%               |
| 012月2日－0下一季 20時00分－21時10分                    | 五六     | 孤單又燦爛的神－鬼怪                  | 16    | tvN      | 孔劉 金高恩                            | 李棟旭、劉寅娜、陸星材、李伊、金誠謙、朴喜本、黃石正                                                                                 | 網頁                                        | 下一季              | 下一季              |
| 0上一季－010月22日 20時30分－21時40分                   | 五六     | Fantastic                             | 16    | JTBC     | 朱相昱 金賢珠                          | 朴時妍、金太勳、趙在允、金志洙 | 網頁                                        | 1.86%               | 2.36%               |
| 010月28日－012月3日 20時30分－21時40分                  | 五六     | 老婆這週要出牆                        | 12    | JTBC     | 李善均 宋智孝 寶兒                     | 李相燁、金希沅、芮智媛 | 網頁                                        | 2.43%               | 2.82%               |
| 012月16日－0下一季 20時30分－21時40分                   | 五六     | 所羅門的偽證                          | 12    | JTBC     | 金賢秀 張東尹                          | 徐智勳、徐榮柱、曹在顯 | 網頁                                        | 下一季              | 下一季              |
| 0上一季－010月1日 23時15分－24時35分                    | 五六     | 灰姑娘與四騎士                        | 16    | tvN      | 樸素淡 丁一宇                          | 安宰賢、李正信、崔珉、孫娜恩 | 網頁（页面存档备份，存于）                  | 3.45%               | 2.76%               |
| 011月4日－012月24日 23時00分－24時20分                  | 五六     | Entourage                             | 16    | tvN      | 徐康俊、李光洙、趙震雄、李東輝、朴正民 | 徐康俊、李光洙、趙震雄、李東輝、朴正民                                                                                               | 網頁 （页面存档备份，存于）                 | 1.30%               | 1.00%               |
| 0上一季－0下一季 19時55分－21時15分                     | 六日     | 月桂樹西裝店的紳士們                  | 54    | KBS2     | 李東健 趙胤熙                          | 申久、車仁杓、崔元英、顯祐、金姈愛、吳賢慶、鄭慧星、羅美蘭、朴英奎、鄭惠先、朴俊錦、池承炫、具在伊                                   | 網頁（页面存档备份，存于）                  | 下一季              | 下一季              |
| 0上一季－0下一季 20時45分－21時55分                     | 六日     | 吹吧，微風啊                          | 53    | MBC      | 孫浩俊 林智妍                          | 韓周完、林秀香、潘曉靜、邊熙峰、金姬貞、李對淵、李一花、金英玉                                                                       | 網頁（页面存档备份，存于）                  | 下一季              | 下一季              |
| 0上一季－0下一季 20時45分－21時55分 ↓20時45分－23時05分 | 六日 ↓六 | 我們的甲順                            | 60    | SBS      | 宋再臨 金昭誾                          | 裕善、李莞、金奎吏、文成浩、張勇、高斗心、李美英、李甫姬、全國煥、金慧渲、崔大哲                                                     | 網頁（页面存档备份，存于）                  | 下一季              | 下一季              |
| 0上一季－011月6日 21時55分－23時15分                    | 六日     | 獄中花                                | 51    | MBC      | 陳世娫 高洙                            | 金美淑、田光烈、鄭俊鎬、朴珠美、崔泰俊、金秀妍、尹周熙                                                                               | 網頁（页面存档备份，存于）                  | 17.32%              | 19.53%              |
| 011月12日－0下一季 21時55分－23時15分                   | 六日     | 爸爸，我來伺候你                      | 50    | MBC      | 金載沅 李水京                          | 李太奐、朴恩玭、金容琳、徐東沅、羅文姬、金昌完、金惠鈺、李承俊、黃東柱、金善映、申東美、申基俊、吳妍兒、尹美羅、高成炫、賈媛         | 網頁（页面存档备份，存于）                  | 下一季              | 下一季              |
| 0上一季－010月16日 21時55分－23時10分                   | 六日     | 倒數第二次戀愛                        | 20    | SBS      | 金喜愛 池珍熙                          | 金瑟琪、郭時暘、李秀敏、李亨哲、李史蒂芬妮                                                                                           | 網頁（页面存档备份，存于）                  | 6.95%               | 8.27%               |
| 010月22日－010月30日 21時55分－23時10分                 | 六日     | 評價女王                              | 4     | SBS      | 權俞利 金英光 李知勳                   | 申載夏、姜萊燕、崔德文、金智訓、朴恩智、閔成旭、黃英熙、張成元、李東真                                                               | 網頁（页面存档备份，存于）                  | 3.40%               | 4.15%               |

## 相關項目
- 韓國電視劇列表
- 中國大陸電視劇列表 (2016年)
- 台灣劇集列表 (2016年)
- 日本劇集列表 (2016年)
- 無綫電視外購韓國劇集列表 (2016年)
- 台灣播出之韓劇列表 (2016年)